# Лютикови
Лютикови (Ranunculaceae) е семейство покритосеменни растения, включващо около 2500 вида. Разпространени са по целия свят, но се срещат най-често в умерените ширини на Северното полукълбо. Повечето са многогодишни тревисти растения.

## Физически характеристики
Листата на лютиковите могат да бъдат прости или по-рядко сложни, разположени последователно или срещуположно, прилистници липсват.
Цветовете на лютиковите растения са двуполови, правилни или по-рядко неправилни, единични или събрани в съцветие грозд или метлица. Околоцветникът е прост или двоен. Състои се от пет (или число, кратно на пет) части. Тичинките са много на брой, подредени са спирално върху цветното легло. Плодниците са прости, на брой са много, пет или един.
Плодовете са най-често мехунка (кукуряк) или орехче (ливадно лютиче).

## Използване
Много от растенията в семейството (самакитка, гороцвет, кукуряк) съдържат отровни вещества (протоанемонин, алкалоиди, гликозиди), които се използват в медицината. Други (съсънка, котенце) се отглеждат като декоративни цветя. Някои от лютиковите (планински божур, нарцисоцветна съсънка, златиста кандилка-Aquilegia aurea) са редки растения и са защитени от закона. Лютиковите не се използват за храна от животните, защото съдържат отровни или горчиви на вкус цветни части (както личи от наименованието на семейството).

## Някои родове
- Род Aconitum – Самакитка
- Род Adonis – Гороцвет
  - Вид Adonis aestivalis – Летен гороцвет
  - Вид Adonis annua – Есенен гороцвет
  - Вид Adonis vernalis – Пролетен гороцвет
- Род Anemone – Съсънка
  - Вид Anemone narcissiflora – нарцисоцветна съсънка
  - Вид Anemone hortensis – Павонска съсънка
  - Вид Anemone nemorosa – Бяла съсънка
  - Вид Anemone ranunculoides – Лютиковидна съсънка[1]
- Род Aquilegia – Кандилка
  - Вид Aquilegia aurea – Златиста кандилка
- Род Helleborus Кукуряк
  - Вид Helleborus niger – Черен кукуряк
  - Вид Helleborus orientalis – Розов кукуряк
  - Вид Helleborus purpurascens
  - Вид Helleborus viridis – Зелен кукуряк
- Род Ranunculus Лютиче
  - Вид Ranunculus acris – Обикновеното лютиче
  - Вид Ranunculus stojanovii – Стояново лютиче
  - Вид Ranunculus repens – Пълзящо лютиче
  - Вид Ranunculus auricomus – Златисто лютиче
- Род Trollius
  - Вид Trollius europaeus – Планински божур
  - Вид Pulsatilla vernalis- Пролетно Котенце